# Тантал (син на Бротей)
Вижте пояснителната страница за други значения на Тантал.
Тантал II (на старогръцки: Τάνταλος, Tantalos) е цар на Лидия от династията на Танталидите, наричана и Атиади.
Той е син на Бротей и внук на Тантал. Тантал Младши е първият съпруг на Клитемнестра, дъщеря на спартанския цар Тиндарей и Леда и сестра на Хубавата Елена. Тантал и новородения им син са убити пред очите на Клитемнестра от втория му братовчед Агамемнон, царят на Аргос и Микена, който изнасилва Клитемнестра и след това се жени за нея.
Според Херодот цар на Лидия става през 1216 пр.н.е. Агрон от династията на Хераклидите.